# یواس‌اس لابون (دی‌دی‌جی-۵۸)
یواس‌اس لابون (دی‌دی‌جی-۵۸) (به انگلیسی: USS Laboon (DDG-58)) یک کشتی است که طول آن ۵۰۵ فوت (۱۵۴ متر) می‌باشد. این کشتی در سال ۱۹۹۳ ساخته شد.